# Dysphania goramensis
Dysphania goramensis là một loài bướm đêm trong họ Geometridae.